# Abel Bosum
Abel Bosum (né le 4 novembre 1955) est un dirigeant et négociateur cri qui a été grand chef du Grand Conseil des Cris (Eeyou Istchee) et qui a été élu président du gouvernement régional d'Eeyou Istchee Baie-James.

## Biographie

### Vie personnelle
Abel Bosum est né le 4 novembre 1955 sur une île du Lac aux Dorés d'une mère crie, Lucy Bosum, et d'un père canadien-français, Cyprien Caron,. Il est le plus vieux d'une famille de 11 enfants. À cette époque, l'union de ses parents est interdit par la famille de sa mère qui refuse de voir leur fille se marier avec un Canadien-français. Lucy Bosum se marie alors à un cri, Sam Neepoosh, qui assurera un rôle de père auprès du jeune Abel.   
Dans sa jeunesse, Abel Bosum fréquente le pensionnat autochtone de La Tuque,,. 
En 2008, à l'âge de 53 ans, Abel Bosum retrouve son père, Cyprien Caron, qu' il n'avait jamais connu. 

### Carrière
Abel Bosum commence à travailler pour la nation Crie en 1978. Il est chef de la Nation Crie d’Oujé-Bougoumou de 1984 à 1998. 
De 1999 à 2017, Abel Bosum est le négociateur des Cris auprès du Gouvernement du Québec. Il dirige les négociations de l’Entente concernant une nouvelle relation entre le Gouvernement du Québec et les Cris du Québec,. Il dirige également les négociations de l’Entente sur la gouvernance de la Nation crie, qui redéfinie le rôle de la Nation Crie dans la gouvernance d’une grande partie du Nord-du-Québec.
Il est élu Grand Chef du Grand Conseil des Cris (Eeyou Istchee) et président du gouvernement régional d'Eeyou Istchee Baie-James en 2017. 

## Distinctions
- 1998 : Lauréat du Prix national d’excellence décerné aux Autochtones[3].
- 2016: Obtention d'un doctorat honorifique en droit civil de l'Université Bishop's[7],[3].
- 2017 :  Membre de l'Ordre du Canada[4].